# Richard Schiff
Pour les articles homonymes, voir Schiff.
Richard Schiff est un acteur, humoriste et réalisateur américain né le 27 mai 1955 à Bethesda, Maryland (États-Unis).
Il est surtout connu pour avoir joué le personnage de Toby Ziegler entre 1999 et 2006 dans la série télévisée américaine The West Wing, rôle pour lequel il reçoit un Emmy Award en 2000. Il a fait ses débuts derrière la caméra dans la série, réalisant un épisode intitulé Talking Points. 
Il joue un personnage récurrent dans la série d'HBO Ballers entre 2015 et 2019. Depuis 2017, il joue le Dr Glassman, le directeur de l'hôpital San Jose St. Bonaventure, dans le drame médical d'ABC, Good Doctor.
En dehors de son activité d'acteur, Richard Schiff fait par ailleurs partie du conseil consultatif national du Conseil pour un monde habitable.

## Biographie

### Jeunesse
Richard Schiff est né le 27 mai 1955 à Bethesda, Maryland, et a grandi à New York. Il est le deuxième des trois fils de Charlotte, responsable de la télévision et de l'édition, et d'Edward Schiff, avocat spécialisé dans l'immobilier.Ses frères sont le producteur Paul Schiff et le gestionnaire de talents David Schiff.Ses parents ont divorcé et Charlotte a ensuite épousé Clarence B. Jones, Avocat de Martin Luther King Jr.. Ses premiers emplois avant d'agir comprenaient la conduite d'un taxi à New York et le nettoyage des bus dans le terminal Greyhound de la 11e Avenue. "C'était un travail de Teamster, de 23 heures à 7 heures du matin. ... Nous nettoyions la graisse des roues des bus avec du carburant diesel. J'ai également posé des câbles pour la télévision par câble de Manhattan. J'étais un Teamster de la Fraternité internationale des ouvriers en électricité". Schiff et sa famille sont juifs. Son grand-père avait des liens présumés avec la mafia juive de New York. Il a étudié le théâtre au William Esper Studio.

### Carrière

#### Débuts (années 1980-1998)
Richard Schiff a d'abord étudié la mise en scène au théâtre. Il a notamment dirigé plusieurs pièces Off-Broadway, dont Antigone en 1983 avec Angela Bassett, tout juste diplômée. Puis, au milieu des années 1980, il décide de se lancer dans la carrière d'acteur et décroche plusieurs rôles à la télévision. 
Il apparait pour la première fois devant une caméra en 1987 dans le court métrage Arena Brains de Robert Longo : « Je me souviens avoir lu le scénario et j’allais auditionner pour le commis — cette petite scène à la fin du film — mais j’ai été tellement captivé par le monologue d’Eric Bogosian. Bien sûr, j’étais au courant des one-man shows d’Eric. Et juste comme exercice, j'ai commencé à travailler sur ce monologue juste pour m'amuser. Alors je suis entré et j'ai auditionné pour le commis et ils ont immédiatement dit : « Eh bien, vous avez ce rôle, mais voici le problème : Eric Bogosian pourrait avoir un bébé le jour où on le filme, alors serait-il possible pour vous de regarder son monologue [...] j'ai répondu « Bien sûr ». Et ils ont répondu : « Eh bien, prenez tout le temps dont vous avez besoin. » Et j'ai répondu : « Non, je peux le faire maintenant. » Alors ils pensaient que je le faisais complètement à froid, sans savoir que j'y avais travaillé pour mon propre bénéfice. J'ai ensuite fait le monologue, et Robert a été tellement époustouflé par le fait que je l'avais presque fait par coeur que je pense que nous sommes devenus partenaires de travail sur cette base. Nous avons continué à travailler ensemble par la suite. Je me suis éclaté en faisant ça. C'était la première fois que j'étais devant une caméra et j'ai adoré »,. Il tourne l'année d'après dans le film indépendant Medium Straight.
En 1995, Schiff interprète un avocat dans Se7en de David Fincher. En 1996, il joue dans la série ER et incarne un agent de probation corrompu dans City Hall avec Al Pacino et John Cusack. 
De 1996 à 1997, Richard Schiff apparait dans la série Relativity. Il décrit son rôle comme étant son préféré. 
Après l'avoir vu dans un épisode de la série High Incident en 1996, Steven Spielberg le choisit pour apparaitre dans son film Le Monde perdu : Jurassic Park l'année d'après. La même année, il apparait dans la série NYPD Blue.
Schiff joue un médecin aux côtés d'Eddie Murphy en 1998 dans Dolittle. Il incarne également le colonel puis brigadier général Robert Laurel Smith dans le téléfilm d'HBO, Secret défense, basé sur le développement réel du véhicule de combat d'infanterie Bradley de l'armée américaine. La même année, Schiff apparait dans le film catastrophe Deep Impact. 

### The West Winget apparitions en parallèle (1999-2006)
Il joue ensuite le rôle de Toby Ziegler, directeur de la Communication à la Maison-Blanche, entre 1999 et 2006 durant les sept saisons de la série The West Wing d'Aaron Sorkin.
Schiff apparait dans un épisode de Becker, au cours de sa première saison. En 2001, il a joue dans le film Escrocs avec Martin Lawrence et Danny DeVito. Il joue le rôle de l'avocat difficile M. Turner dans Sam, je suis Sam face à Sean Penn et Michelle Pfeiffer et est apparait dans  Influences avec Al Pacino.
Schiff apparait en 2004 dans le biopic Ray, dans lequel il tient le rôle du producteur Jerry Wexler. Après six saisons de The West Wing Schiff décide de quitter la série, n'apparaissant que dans la moitié des épisodes de la dernière saison. La même année, il joue aux côtés de Peter Krause dans le thriller Civic Duty (en).
Il a fait une apparition caméo dans son propre rôle en 2005 dans le final de la deuxième saison de la série Entourage, dans une scène durant laquelle il déjeune avec son agent Ari Gold, lui déclarant vouloir jouer dans des films d'action. Il reprend le rôle en 2015 dans le film.
Début 2006, Schiff renoue avec ses premiers amours en jouant dans la première de la pièce minimaliste en un seul acte de Glen Berger, Underneath the Lintel, au George Street Playhouse de New Brunswick, dans le New Jersey. 

#### Continuation (2007-)

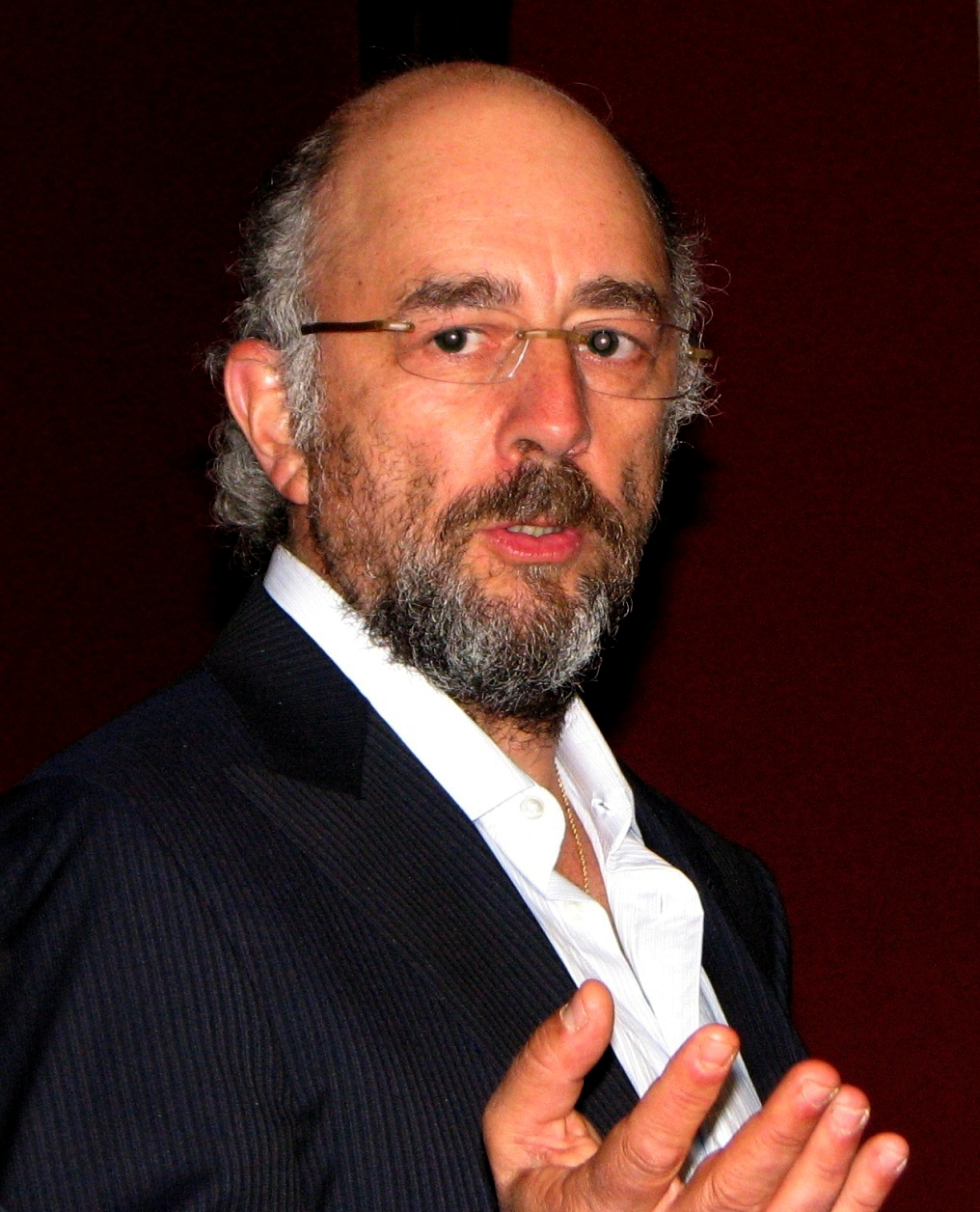
L'acteur en 2009.

En février 2007, il joue au Duchess Theatre de Londres, en Angleterre, sous la direction de Maria Mileaf et participe à une émission sur la BBC Radio 5 Live, en parlant longuement à Simon Mayo de son expérience d'acteur dans la série À la Maison-Blanche et de ses représentations au théâtre. Par la suite, une version radiophonique de la pièce est diffusée par BBC Radio 4 le 5 janvier 2008. Toujours en 2007, il apparaît en tant que Philip Cowen dans les deux derniers épisodes de la première saison de Burn Notice. 
En 2008, il incarne Charles Fischer dans Terminator : Les Chroniques de Sarah Connor, le temps d'un épisode de la deuxième saison. Son personnage est un collaborateur de Skynet et un traître à la résistance. La même année, il apparait comme hypnotiseur dans un épisode de la septième saison de Monk ainsi que  dans le dernier épisode de la première saison de la série Eli Stone. À l'automne, Schiff joue le rôle d'un comptable dénommé Matt Friedman dans la pièce Talley's Folly (en) de Lanford Wilson au McCarter Theatre (en) à Princeton, face à Margot White dans le rôle de Sally Talley. 
En 2009, il apparait dans la comédie Dans ses rêves avec Eddie Murphy, le drame Solitary Man porté par Michael Douglas, le film Last Chance Harvey avec Dustin Hoffman et Emma Thompson ainsi que le film Another Harvest Moon (en) avec Ernest Borgnine,,,. 
La même année, il retourne à Londres pour tourner deux autres films : la comédie The Infidel (en), dans lequel Omid Djalili tient le rôle principal, et Made in Dagenham, avec Sally Hawkins et Bob Hoskins,. Il joue également un rabbin orthodoxe dans un épisode de In Plain Sight avec l'ancienne co-star de West Wing, Mary McCormack.
En 2010, il joue dans la série Past Life.
En 2011, il tient le rôle récurrent du directeur du FBI Jack Fickler dans Criminal Minds: Suspect Behavior, éphémère dérivé de la série Esprits criminels.
Schiff a un rôle récurrent dans The Cape en 2011. Il joue également dans Any Human Heart (en) avec Jim Broadbent dans le rôle d'un psychiatre et dans un épisode de White Collar. Il joue également le rôle d'un ancien agent de la CIA appartenant à un groupuscule terroriste dans la comédie Johnny English, le retour. En avril, Schiff est revenu dans le West End de Londres dans la pièce Smash. Il joue également dans le téléfilm Innocent (en) avec Bill Pullman.
En 2012, Richard Schiff a un rôle important dans un arc de trois épisodes de la série NCIS de CBS. Apparaissant dans les deux derniers épisodes de la neuvième saison et le premier de la dixième, il incarne le terroriste Harper Dearing, qui remplace Oussama ben Laden sur le mur des personnes les plus recherchées,. Il est également le roi Leopold, père de Blanche-Neige, dans la première saison de la série Once Upon A Time. Il apparait jusqu'à l'année d'après dans la série politique Chasing the Hill ainsi que de manière sporadique jusqu'en 2016 dans la série de Showtime, House of Lies, avec Kristen Bell et Don Cheadle. Pour le cinéma, il joue aux côtés de Rob Lowe dans le drame Knife Fight et avec Josh Duhamel, Rosario Dawson et Bruce Willis dans Fire with Fire.
À la fin de 2012 et au début de 2013, il interprète George Aaronow dans la pièce Glengarry Glen Ross, présenté à Broadway. En février et mars 2013, il interprète Erie Smith dans une reprise de la pièce Hughie (en) d'Eugene O'Neill, jouée à la Shakespeare Theatre Company à Washington. La même année, il tient le rôle du Dr Emil Hamilton dans le film Man of Steel de Zack Snyder, avec Henry Cavill dans le rôle de Superman. Il rejoint également Helen Hunt et l’ancienne vedette de The West Wing, Bradley Whitford, dans le film Decoding Annie Parker.
En 2014, Schiff tient le rôle régulier de l'avocat David Hertzberg dans la première saison de la série policière First Murder de la TNT. En septembre, Schiff retrouve le West End Theatre avec une reprise de Speed-the-Plow (en) de David Mamet, en compagnie de Lindsay Lohan. Il joue également dans le film Kill the Messenger centré sur le journaliste d'enquête Gary Webb interprété par Jeremy Renner. 
En 2015, il apparait dans les films The Automatic Hate (en) et Take Me to the River (en),. La même année, Schiff apparait dans la série Ballers de la chaine HBO, avec Dwayne Johnson dans le rôle principal. La série s'achève en 2019 après cinq saisons.
Depuis 2017, Richard Schiff apparait dans la distribution principale de la série médicale Good Doctor. L'acteur interprète le Dr Glassman, protecteur d'un jeune confrère autiste savant interprété par Freddie Highmore. Pour Allociné, l'acteur revient sur les raisons personnelles qui l'ont poussé à accepter le rôle : « Mon fils est autiste. C’est l’une des raisons pour lesquelles j’ai été attiré par cette série. Mon fils est mon héros. Il y a une bonté en lui qui m’inspire au quotidien. Il a 23 ans aujourd'hui. Parfois, il réussit à me faire oublier qu’il est malade, et puis je m'en rappelle bien vite car il a des phases où il peut fonctionner très bien et d'autres où il explose [...] J’ai appris des choses sur ma relation avec mon fils à travers mes scènes avec Shaun [le personnage joué par Highmore]. J’ai parlé de lui avec David Shore et je lui ai raconté quelques histoires personnelles qui ont été utilisées ensuite dans les premiers épisodes. ». En 2022, il parle de la place de la série dans sa carrière : « Le monde du cinéma ne se soucie plus vraiment de moi maintenant [...] [la série] m'offre de l'argent pour la retraite, mais c'est remarquablement peu stimulant.[...] c’est une usine et je suis très à l’aise dans cet environnement. »,. Sa femme Sheila Kelley joue également dans la série.
En 2022, Richard Schiff interprète avec la technique de la capture de mouvement le dieu Odin, principal antagoniste du jeu vidéo God of War Ragnarök, neuvième épisode la franchise vidéoludique mettant en scène le dieu de la Guerre Kratos. Bien qu'il ne soit pas un joueur, l'acteur admet avoir été séduit par le fait que SIE Santa Monica Studio le voulait spécialement pour le rôle : « Ce n’est pas comme s’ils étaient venus me voir avant d’aller voir Robert Downey Jr. [...] Quand j’obtiens un bon rôle dans un film, c’est presque un accident, mais ici je crois qu’ils en avaient conçu un en pensant à ma voix. Ce n’était pas une chose ordinaire et je ne savais pas vraiment dans quoi je m’embarquais. »,. L'acteur a dû jouer ses scènes quelques mois après son hospitalisation à cause du COVID 19 : « Je n’avais littéralement pas la capacité pulmonaire pour terminer certaines prises [...] mais ça m’a aussi tenu encore plus présent, car je n’avais pas forcément envie de refaire les scènes six fois. »,. Si Odin use de son intelligence comme force car il est entouré de personnages imposants, Richard Schiff a dû également composer de la même manière, puisqu'il doit jouer face à des comédiens comme Christopher Judge et Ryan Hurst qui sont plus costauds que lui, ce qui lui a permis de trouver la manière de jouer son personnage : « Je me suis souvenu d'un enfant nommé Ricky, de mes années au P.S. 144 (en) ; c'était le plus petit gars de New York, mais c'était Napoléon. Un jour, il m'a demandé s'il pouvait tricher à mon test de français et j'ai répondu « ouais » et l'instant d'après, j'étais la star du terrain et j'étais invité à tous les matchs de punchball parce que je l'ai aidé. Et je n’en revenais pas de la façon dont cet enfant était capable d'établir ce genre d’influence sur tout le monde autour de lui »,. 
La même année, il interprète le secrétaire d'État des États-Unis dans le film Black Panther: Wakanda Forever, nouveau volet de l'univers cinématographique Marvel.

### Vie privée
Il est marié a l'actrice Sheila Kelley depuis 1996.

## Filmographie

### Cinéma
- 1988 : Arena Brains : Deli Clerk
- 1989 : Medium Straight : Joey Mannucci
- 1990 : Young Guns 2 : Rat Bag
- 1992 : Arrête ou ma mère va tirer ! (Stop ! Or My Mom Will Shoot) : Gun Clerk
- 1992 : Contre-attaque (Rapid Fire) : le professeur d'art
- 1992 : Malcolm X : le reporter de JFK
- 1992 : L'Œil public (The Public Eye) de Howard Franklin : le photographe Thompson Street
- 1992 : Bodyguard (The Bodyguard) de Mick Jackson : Skip Thomas, le directeur d'Oscar Show
- 1992 : Hoffa : le gouvernement Attorney
- 1993 : My Life : le jeune Bill
- 1994 : Le Grand Saut (The Hudsucker Proxy) : le « mailroom screamer »
- 1994 : Les Indians 2 (Major League II) : le directeur
- 1994 : Speed : le chauffeur de train
- 1995 : Tank Girl : une soldat dans les tranchées
- 1995 : Skinner : Eddie
- 1995 : Miss Shumway jette un sort (Rough Magic) : Wiggins
- 1995 : Seven (Se7en) : Mark Swarr (l'avocat de John Doe)
- 1996 : City Hall : Larry Schwartz
- 1996 : L'Avènement (The Arrival) : Calvin
- 1996 : Réactions en chaîne (The Trigger Effect) : Clerk du Gun Shop
- 1996 : Grace of My Heart : le producteur
- 1996 : Michael : le serveur italien
- 1997 : Santa Fe : Alex
- 1997 : Touch de Paul Schrader : Jerry
- 1997 : Volcano : Haskins
- 1997 : Loved : le représentant du district Steve Waters
- 1997 : Le Monde perdu : Jurassic Park (The Lost World : Jurassic Park) : Eddie Carr
- 1998 : Deep Impact : Don Biederman
- 1998 : Docteur Dolittle (Doctor Dolittle) : Dr Gene « Geno » Reiss
- 1998 : Heaven : Stanner
- 1998 : D'une vie à l'autre (Living Out Loud) : Phil Francato
- 1999 : La Tête dans le carton à chapeaux (Crazy in Alabama) : le chauffeur Norman
- 1999 : Un vent de folie (Forces of Nature) : Joe
- 2000 : Mafia parano (Gun Shy) : Elliott
- 2000 : Dangereuse Séduction (Whatever It Takes) : P.E. Teacher
- 2000 : La Croisée des chemins (Forever Lulu) : Jerome Ellsworth
- 2000 : Le Bon Numéro (Lucky Numbers) : Jerry Green
- 2001 : Escrocs (What's the Worst That Could Happen ?) : Walter Greenbaum
- 2001 : Sam, je suis Sam (I Am Sam) : M. Turner
- 2002 : Influences (People I Know) : Elliot Sharansky
- 2004 : With It (court-métrage) : Virgil LaRocca
- 2004 : Ray : Jerry Wexler
- 2006 : Civic Duty : l'agent Hillary
- 2009 : Last Chance for Love
- 2010 : We Want Sex Equality de Nigel Cole : Robert Tooley
- 2011 : Johnny English le Retour (Johnny English Reborn) : Fisher
- 2012 : Knife Fight de Bill Guttentag : Dimitris Vargas
- 2013 : Decoding Annie Parker de Steven Bernstein (en)
- 2013 : Man of Steel de Zack Snyder : Dr. Hamilton
- 2017 : Geostorm de Dean Devlin : Thomas Cross
- 2020 : Psych 2: Lassie Come Home : Dr Emile Herschel
- 2022 : Black Panther: Wakanda Forever de Ryan Coogler : l'ambassadeur des États-Unis

### Télévision
- 01989 : Trenchcoat in Paradise : Mole
- 1992 : Till Death Us Do Part : Jack Wells
- 1992 : Cruel Doubt
- 1994 : Amelia Earhart, le dernier vol (Amelia Earhart: The Final Flight) (TV) : le directeur de Movietone News
- 1994 : Saved by the Bell: Wedding in Las Vegas (TV) : le député Dano
- 1995 : New York Police Blues: Bombs Away (TV): Vartan Illiescu
- 1996 : Special Report: Journey to Mars (TV) : Eric Altman
- 1996 : Relativity (série TV) : Barry Roth
- 1998 : Le Métro de l'angoisse (The Taking of Pelham One Two Three) (TV) : M. Green
- 1998 : Secret défense (The Pentagon Wars) (TV) : Colonel / Brigadier général Robert Laurel Smith
- 1998 : Ally McBeal (saison 1, épisode 23)
- 1999-2000 : Roswell (série TV) : agent John Stevens (saison 1)
- 1999-2006 : À la Maison-Blanche (The West Wing) (série TV) : Tobias Zachary « Toby » Ziegler
- 2008 : Monk (TV) : Dr. Lawrence Climan (saison 7, épisode 8)
- 2010 : FBI : Duo très spécial : M. Stansler (saison 2, épisode 15)
- 2012 : NCIS : Enquêtes spéciales : Harper Dearing (saison 9, épisodes 23 et 24 - saison 10, épisode 1)
- 2012 : Once Upon a Time : le Roi Léopold, père de Blanche-Neige (2 épisodes)
- 2013 : Bones : Leon Watters (saison 9, épisode 11)
- 2015 : First Murder : David Hertzberg
- 2015 : The Affair : Jon Gottlief (saison 2)
- 2015-2019 : Ballers : M. Anderson
- 2016 : Dirk Gently, détective holistique : Zimmerfield.
- 2016 : Mom : Robert (saison 3, épisode 20)
- 2017-2024 : Good Doctor (The Good Doctor) : Dr. Aaron Glassman
- 2017 : Jean-Claude Van Johnson : Alan Morris (2 épisodes)
- 2018-2019 : Counterpart : Roland Fancher (7 épisodes)
- 2018 : Castle Rock : Supérieur du gardien (saison 1, épisode 5)
- 2022 : Super Pumped, la face cachée d'Uber (Super Pumped: The Battle for Uber) : Randall Pearson (2 épisodes)

### Jeux vidéo
- 2022 : God of War: Ragnarök  : Odin

## Distinctions
- Emmy Award 2000 : 
  - Meilleur acteur dans un second rôle pour À la Maison-Blanche
- Screen Actors Guild Awards 2001 : 
  - Meilleure performance d'ensemble dans une série dramatique pour À la Maison-Blanche
- Screen Actors Guild Awards 2002 : 
  - Meilleure performance d'ensemble dans une série dramatique pour À la Maison-Blanche

## Voix francophones
En version française, Richard Schiff est doublé dans les années 1990 et celles du début des années 2000 par Guy Chapellier dans Bodyguard et Ray Philippe Peythieu[source insuffisante] dans Le Monde perdu : Jurassic Park, The Arrival et Deep Impact, Patrick Messe dans  La Tête dans le carton à chapeaux et Relativity ou encore par Hervé Jolly dans Sam, je suis Sam et Influences. Durant cette période, on peut également citer Pascal Renwick dans Arrête ou ma mère va tirer !, Denis Boileau dans Seven, Joël Zaffarano dans Michael, Mathieu Buscatto dans Docteur Dolittle, Philippe Bellay dans À la Maison-Blanche, Michel Mella dans Un vent de folie et Bernard Alane dans Escrocs.
Aux alentours des années 2010, l'acteur est de nouveau doublé par Philippe Bellay dans Solitary Man et Criminal Minds: Suspect Behavior, ainsi que par Patrick Messe dans Once Upon a Time. On peut également citer Bernard-Pierre Donnadieu dans Last Chance for Love, Jacques Lavallée dans We Want Sex Equality, Daniel Briquet dans Johnny English, le retour et Michel Dodane dans Past Life. Hervé Caradec le double dans The Cape, First Murder et Wet Hot American Summer: First Day of Camp, tandis que Philippe Peythieu le reprend depuis 2013 dans Man of Steel Entourage, The Affair, Chicago Justice ou encore Geostorm. Parallèlement, l'acteur est aussi doublé par Tugdual Rio[source insuffisante] dans The Grinder, Bernard Métraux dans Ballers et Jean-François Kopf dans Jean-Claude Van Johnson.